# Антара (музичний інструмент)
Антара (кеч. antara) — тип андійської флейти Пана, що складається з одного ряду трубок (на відміну від двох у сіку) різної довжини. Також антара зазвичай містить більше число трубок, що для зручності гри зібрані у зкривлений ряд. Зараз найчастіше виготовлюється з очерету chuki або chajlla (Arundo donax). Антари можуть мати різні розміри і видавати різні звуки.